# Алкуентри
Алкуѐнтри (на португалски: Alcoentre) е село в западна Португалия, част от община Азамбужа на окръг Лисабон. Населението му е около 3 448 души (2011).
Разположено е на 94 метра надморска височина в долината на Тежу, на 19 километра северно от десния бряг на реката и на 56 километра северно от центъра на Лисабон. Селището е известно от 1174 година.